# St. Nikolaus (Englschalking)

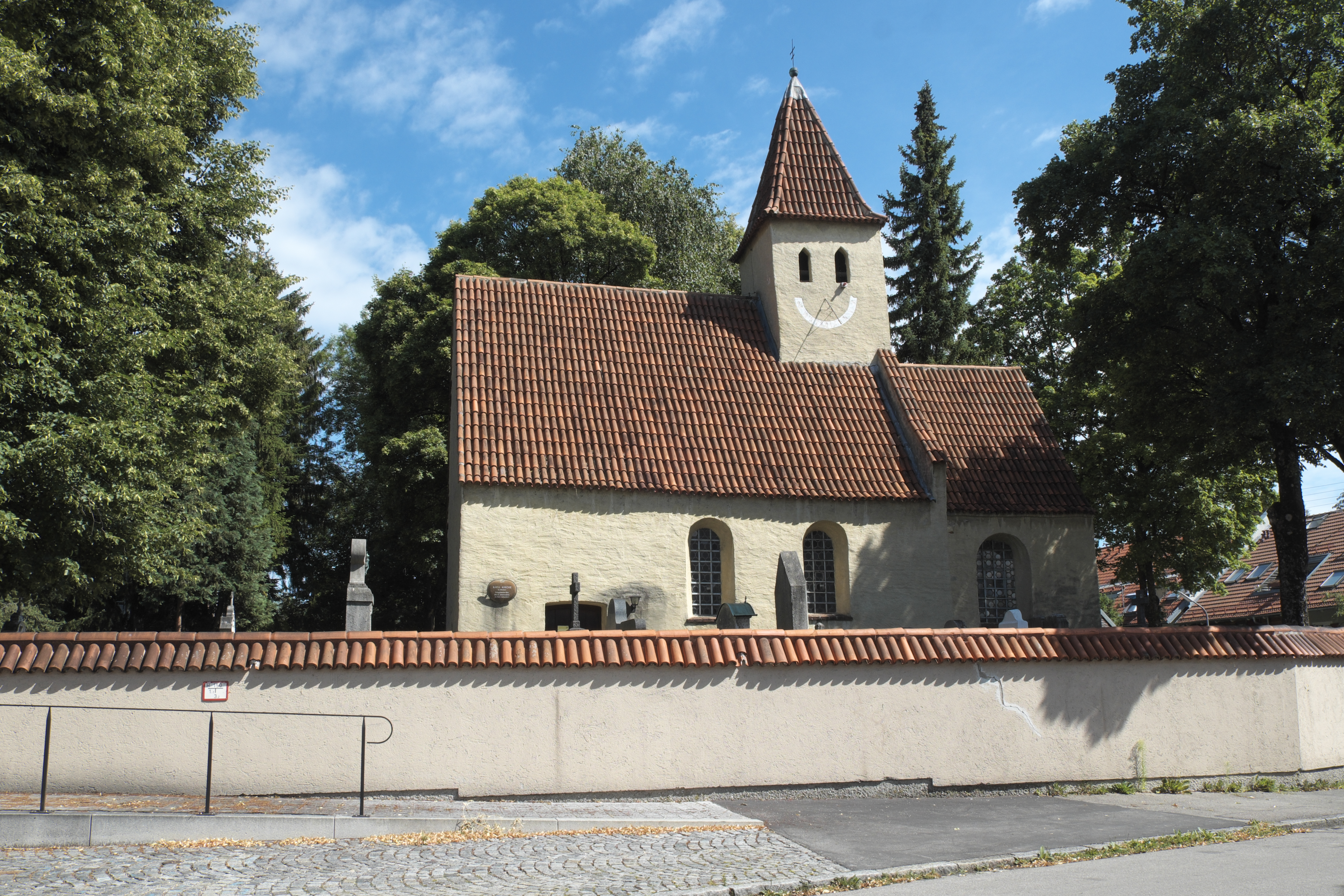
Kirche St. Nikolaus

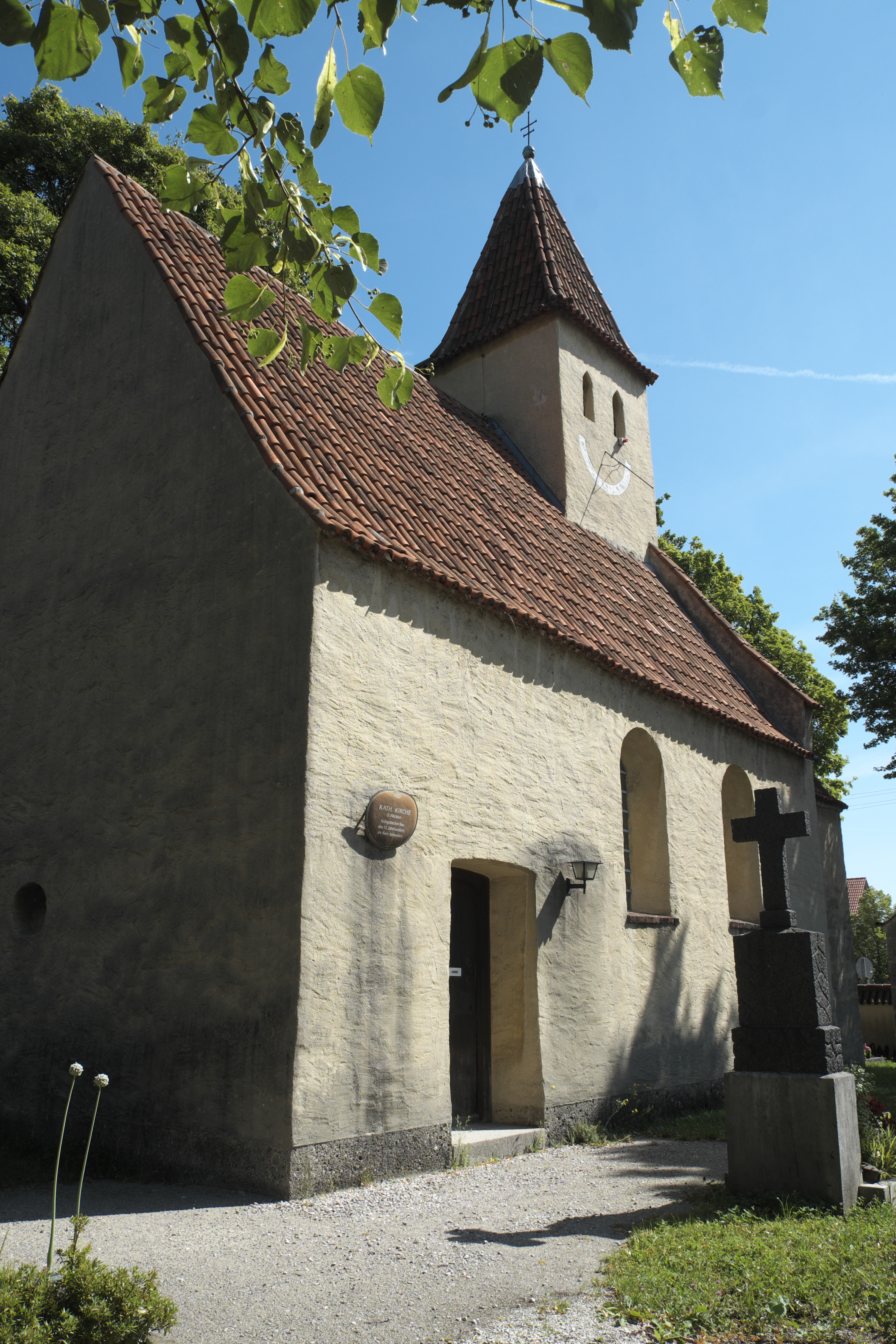
Ansicht von Südwesten

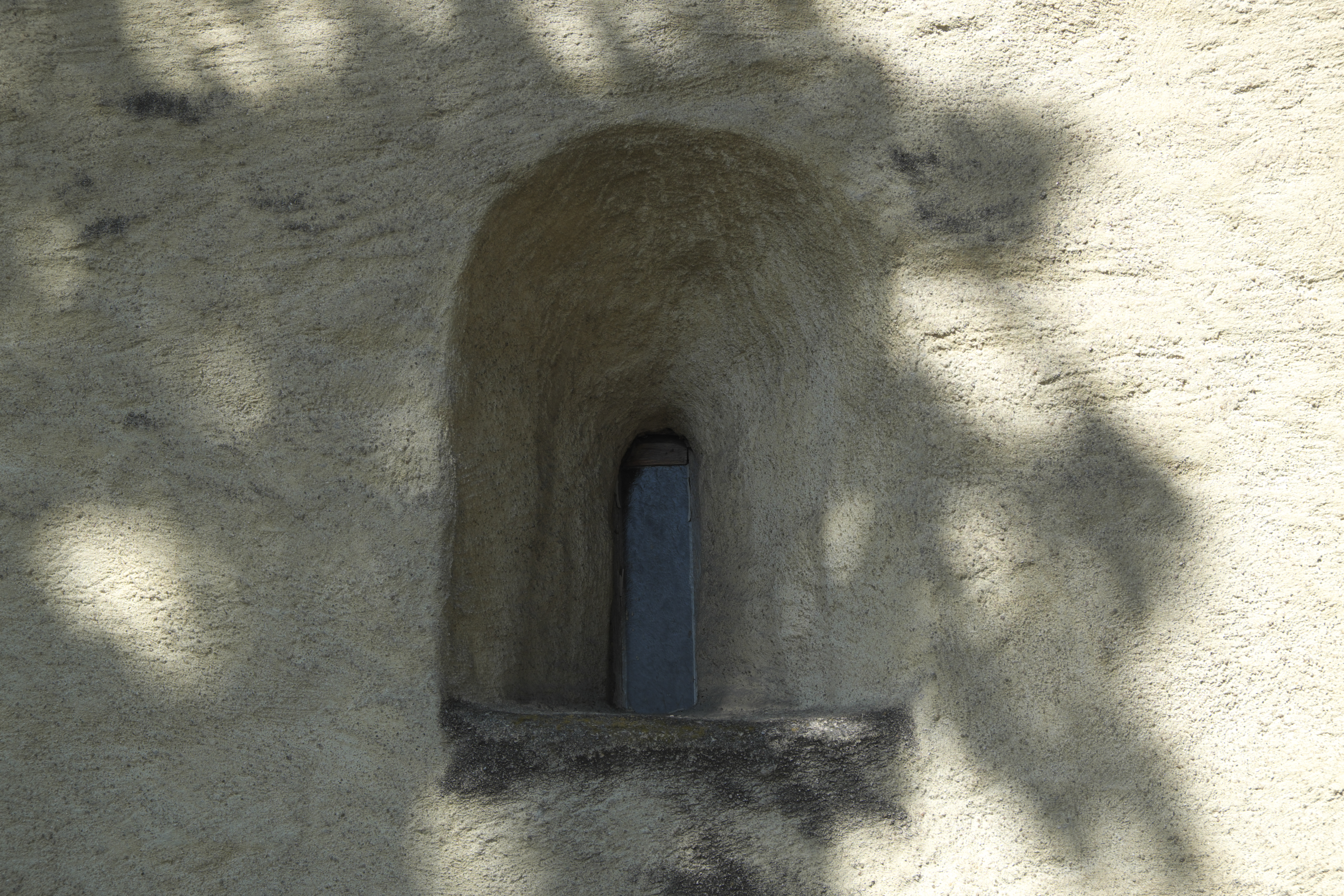
Rundbogenfenster im Chor

St. Nikolaus  ist ein im Stil der Spätromanik errichtetes Kirchengebäude in München, das dem heiligen Nikolaus von Myra geweiht ist. Es liegt im Stadtteil Englschalking im Stadtbezirk Bogenhausen und ist eine Filialkirche der Pfarrei St. Emmeram. Die Nikolauskirche gehört zu den geschützten Baudenkmälern in Bayern.

## Geschichte
St. Nikolaus wurde vermutlich um 1300 in der Zeit des Übergangs von der Romanik zur frühen Gotik erbaut. 1659 wurden die Fenster vergrößert und das Innere der Kirche barockisiert.
1856 erfolgte eine Renovierung der Kirche, ein 1896 geplanter Anbau eines Turms wurde jedoch nicht realisiert. Bei einer weiteren Renovierung 1956 mussten die barocken Seitenaltäre, die Kanzel und die Orgelempore entfernt werden, da sie durch Feuchtigkeit zerstört waren.
1969 wurde die Kirche, deren Ziegelmauern bis dahin direkt auf dem Lehmboden gestanden hatten, mit einem Fundament versehen und trockengelegt. Bei dieser Gelegenheit wurden in der Laibung des Chorbogens Reste spätgotischer Wandmalereien mit der Darstellung der Evangelistensymbole entdeckt.
Nachdem eine Überprüfung der Statik ergeben hatte, dass Teile der Hölzer des Dachstuhls und der Decke aufgrund von Feuchtigkeitsschäden verfault sind, musste die Kirche Ende 2022 wegen Einsturzgefahr geschlossen werden. Nach umfangreichen Restaurierungsmaßnahmen wurde sie am 9. Juni 2024 wiedereröffnet.

## Architektur
Das Kirchengebäude besteht aus einem einschiffigen Langhaus mit einer Flachdecke von 1969 und einem eingezogenen, rechteckig geschlossenen Chor. In der Ostwand des Chors ist ein schmales Rundbogenfenster eingeschnitten. Auf dem leicht überhöhten Ostgiebel des Langhauses sitzt ein eingeschossiger Dachreiter mit Pyramidendach.

## Ausstattung
- Der Hochaltar stammt aus dem Jahr 1659, der Zeit der barocken Umgestaltung der Kirche. Das Altarblatt mit der Darstellung des heiligen Nikolaus ist mit der Jahreszahl 1872 bezeichnet und trägt die Signatur „K. S. Wild“. Auf beiden Seiten des Hochaltars stehen Statuen des heiligen Korbinian, des ersten Bischofs von Freising, und des heiligen Wolfgang.
- Eine Reliefdarstellung der Anna selbdritt aus Holz stammt aus der Zeit um 1520.
- In der Kirche befindet sich eine Truhenorgel aus den 1950er Jahren, die von Heinz Hatzinger für die Kirche St. Philippus und Jakobus in Daglfing gebaut worden war. Von dort kam sie mit neuem Gehäuse der Manufaktur WRK Orgelbau etwa 1978 nach St. Nikolaus. Sie verfügt über vier Register: Gedackt 8', Quintadena 4', Prinzipal 2' und Oktävlein 1'.
- Im Zuge der Sanierungsarbeiten wurde festgestellt, dass die Kirchenglocke von 1657 einen Riss hatte und nicht mehr verwendet werden konnte. Eine neue Glocke konnte dank der Stiftung durch Mitglieder des Spendenausschusses bei der Glockengießerei Perner in Passau in Auftrag gegeben werden. Dort wurde sie am 30. Oktober 2024 gegossen und am 6. Dezember 2024, dem Nikolaustag, in Englschalking geweiht. Sie klingt wie ihre Vorgängerin, die im Kircheninnern Platz gefunden hat, auf den Schlagton es″, ihr Gewicht liegt bei 150 kg. Dank einer neuen Aufhängung verursacht sie im Dachreiter keine statischen Probleme mehr.[5]

## Friedhof
Die Kirche ist von einem ummauerten Friedhof umgeben. Unter den dort begrabenen Englschalkinger Bürgern sind auch Wilhelm Flaschenträger, der letzte Bürgermeister der Gemeinde Daglfing, und Ernst Rattenhuber, der erste bayerische Landwirtschaftsminister nach dem Zweiten Weltkrieg.